# П'єр Вернер
П'єр Вернер (люксемб. Pierre Werner; 29 грудня 1913, Сент-Андре-ле-Лілль — 24 червня 2002, Люксембург) — люксембурзький політик. Прем'єр-міністр Люксембургу з 2 березня 1959 по 15 червня 1974 і з 16 липня по 20 липня 1984 року.

## Біографія
П'єр Вернер народився в місті Сент-Андре-ле-Лілль, Франція, у родині що походила з Люксембургу. Під час нацистської окупації Люксембургу (1940–1945) Вернер, працюючи банкіром, надавав таємну підтримку рухові опору проти окупаційних сил. Після Другої світової війни він став контролювати банківську системи в його країні. Він взяв участь у Бреттон-Вудській конференції, якою був створений Міжнародний валютний фонд (МВФ). Вернер увійшов до складу уряду Люксембургу міністром фінансів у 1953 році, і був прем'єр-міністром з 1959 по 1974 і з 1979 по 1984 рік. Він також займав посаду міністра культури.
Як християнсько-демократичний прем'єр-міністр, Вернер, провів диверсифікацію національної економіки, що сильно постраждала від загальноєвропейської кризи у металургійній промисловості, за рахунок залучення нових інвестицій у промисловість, а також фінансових послуг у Велике Герцогство. Він також поклав початок процесу європейської інтеграції в основі політики своєї країни.
У 1970 році Вернер отримав мандат від глав держав і урядів на створення експертної групи, що займалася розробкою проекту створення економічного та валютного союзу в рамках ЄЕС. «План Вернера» був пізніше відроджений і розширений Жаком Делором. Його принципи були закріплені в Маастрихтському договорі, що проклав шлях до єдиної європейської валюти, тобто євро.
П'єр Вернер помер 24 червня 2002 року у Люксембурзі.